# Sipadan
Sipadan – niewielka wyspa (powierzchnia 12 ha) na północno-wschodnim wybrzeżu wyspy Borneo. Znana głównie jako atrakcyjne miejsce do nurkowania i miejsce godów żółwi zielonych.

## Jaskinia żółwi
Pod wyspą Sipadan istnieje jaskinia, której dno zasłane jest kośćmi żółwi. Miejsce to zrodziło legendę o cmentarzu, gdzie przypływają stare żółwie, by w spokoju umrzeć. Naukowcy podejrzewają, że zwierzęta po prostu gubią się w krętych korytarzach jaskini i nie mogąc nabrać powietrza, toną. Niemniej jaskinia ta jest jednym z ulubionych miejsc płetwonurków.